# Карабанов, Степан Тимофеевич
Степа́н Тимофе́евич Караба́нов (1905—1978) — советский военнослужащий, участник Великой Отечественной войны, полный кавалер ордена Славы. Командир отделения 140-го отдельного сапёрного батальона (9-я пластунская дивизия, 60-я армия, 1-й Украинский фронт), старший сержант.

## Биография
Родился 25 декабря 1905 года в селе Дерябкино Спасского уезда Тамбовской губернии (ныне Спасского района Пензенской области) в семье крестьянина. Русский. Член ВКП(б) с 1944 года. Окончил 4 класса. Работал в колхозе.
Работал в Беднодемьяновской МТС, с 1934—1942 гг. Председатель колхоза «Красные всходы», в 1937 г. осуждён «за вредительство», с 1939 снова председатель колхоза. Сын - Карабанов Иван Степанович. 
В Красной армии с 1927 по 1929 гг. Место призыва: Беднодемьяновский РВК Пензенской области.

### В Великой Отечественной войне
В действующей армии с октября 1941 года.
- Командир отделения 140-го отдельного сапёрного батальона (9-я пластунская дивизия, 60-я армия, 1-й Украинский фронт) старший сержант Карабанов 20.8.1944 г. во время наступления в 12 км северо-западнее г. Дембица (Польша) вместе с бойцами обеспечил проход САУ через оборонительные заграждения противника, в боях истребил несколько гитлеровцев.

Приказом командира 9-й гсд от 25.9.1944 года награждён орденом Славы 3 степени.
- Командир отделения 140-го отдельного сапёрного батальона (9-я пластунская дивизия, 60-я армия, 1-й Украинский фронт) старший сержант Карабанов 12.01.1945 года, сопровождая батарею самоходных пушек через коридоры в заграждениях противника, Карабанов поразил из автомата свыше 10 гитлеровцев в районе населённого пункта Опатовец (28 км юго-западнее г. Сташув, Польша).

17.02.1945 г. награждён орденом Славы 2 степени.
- С 30.4.1945 г. по 6.5.1945 г. Карабанов участвовал в отражении вражеских контратак в 20 км севернее г. Оломоуц (Чехословакия). Командуя взводом сапёров, увлёк за собой бойцов в атаку, из автомата и гранатами подавил 3 пулемёта и вывел из строя много гитлеровцев. В наступательных боях бойцы взвода разминировали 3 противотанковые баррикады, 2 завала и обезвредили до 150 мин. При форсировании р. Морава севернее г. Оломоуц (Чехословакия), возглавляя сапёров, под огнём в короткий срок навёл переправу через реку и обеспечил пропуск пехоты.

Указом Президиума Верховного Совета СССР от 15.5.1946 года награждён орденом Славы 1 степени.

## После войны
В 1945 г. демобилизован. Жил в г. Беднодемьяновск Пензенской области. Был плотником в совхозе «Беднодемьяновский». Умер 13.10.1978 года.

## Награды
- Орден Славы I степени
- Орден Славы II степени[1]
- Орден Славы III степени[2]
- Медаль «За отвагу»[3]
- Медаль «В ознаменование 100-летия со дня рождения Владимира Ильича Ленина»
- медаль «За победу над Германией в Великой Отечественной войне 1941-1945 гг.»
- юбилейная медаль «Двадцать лет Победы в Великой Отечественной войне 1941—1945 гг.»
- Юбилейная медаль «Тридцать лет Победы в Великой Отечественной войне 1941—1945 гг.»

## Увековечение памяти
Бюст Степана Карабанова установлен на Аллее Героев в парке города Спасска Пензенской области.